# Гончарный проезд
Гонча́рный прое́зд (до 1954 — 1-й Гончарный переулок) — улица в центре Москвы в Таганском районе между Гончарной улицей и Гончарной набережной параллельно Садовому кольцу.

## История
Гончарные переулки, как и Гончарная улица, получили своё название в XIX веке по дворцовой Гончарной слободе, располагавшейся на левобережье реки Яуза (близ её устья). C XVI века здесь селились гончары, изготовлявшие керамическую посуду, глиняные игрушки и изразцы. Ранее — 1-й Гончарный переулок. В 1954 году при реконструкции района стал Гончарным проездом.

## Описание
Гончарный проезд начинается от Гончарной улицы рядом с Таганской площадью, проходит на юго-запад вдоль внутренней южной стороны Садового кольца: вначале параллельно выходящей из тоннеля под площадью улице Земляной Вал, а затем эстакады Большого Краснохолмского моста. Справа под аркой дома № 6 начинается Второй Гончарный переулок. Выходит на Гончарную набережную, где и заканчивается.

## Здания и сооружения
Дома расположены только по чётной стороне улицы.
- № 6 — медицинский центр «Медхэлп»; булочная «Гончарная слобода»;